# Frenda
Frenda (em árabe: فرندة) é uma comuna localizada na província de Tiaret, Argélia. Sua população estimada em 2008 era de 54 162 habitantes.